# Charles de L’Écluse

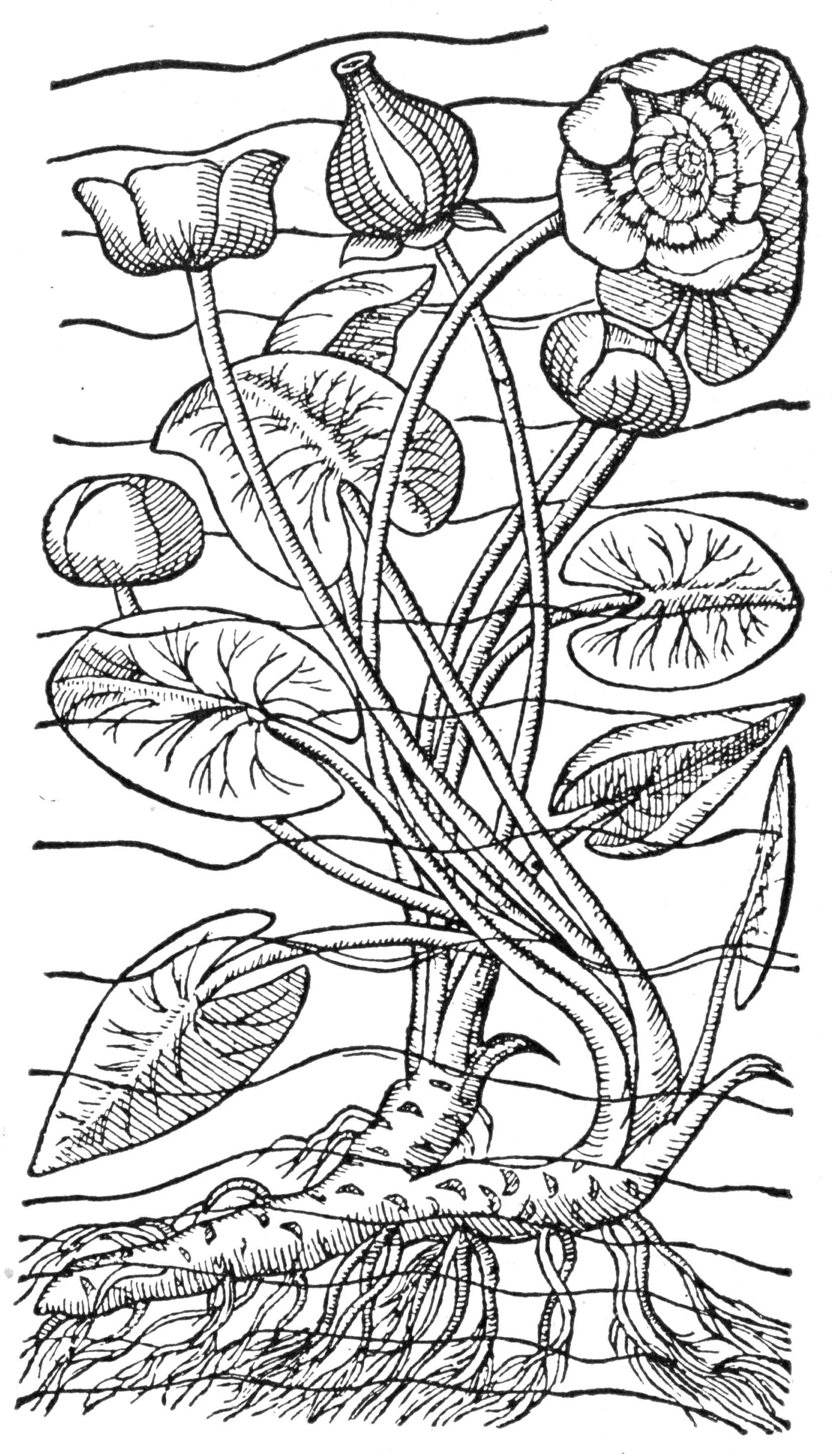
A tündérrózsa illusztrációja (Rariorum plantarum historia, 1601

Charles de L’Écluse (Clusius Károly, Carolus Clusius) (Arras, Belgium, 1526. február 19. – Leiden, 1609. április 4.) kora legnagyobb botanikusa. Botanikai szakmunkákban nevének rövidítése: „Clus.”.

## Élete
Atyja földbirtokos volt; előbb a jogot tanulta a leuveni, marburgi s wittenbergi egyetemeken. Az utóbbi helyen ismerkedett meg Melanchthonnal és hitvallója lett. 1550-ben Montpellierbe ment, hol Rondelet Vilmos orvos és természettudós vele az orvosi és természettudományokat kedveltette meg; ezen időtől fogva különös előszeretettel foglalkozott a füvészettel. Reánk magyarokra nézve Clusius egyénisége s halhatatlan füvészeti működése kétszeres értékkel bír, mert hazánk növényeinek felkutatása és ismertetése körül úttörő volt. 
Tudományának híre II. Miksa császár udvarába is eljutott, aki 1573-ban Bécsbe hívta, hol mint a császári kertek felügyelője 500 frt évi fizetéssel 1587-ig működött. Ezen idő alatt sok osztrák és magyar főúrral ismerkedett meg és korának jelesebb természettudósaival tudományos összeköttetésbe lépett, így Fabricius Pállal, Zsámboki Jánossal és Beythe Istvánnal; valószinűleg az utóbbinak buzdítására kiterjesztette utazásait Magyarországra is, ahol gyakran megfordult, nevezetesen Pozsonyban, Nagyszombatban, Sopronban, Lendván, Németújvárt, a Rába vidékén, sőt egész Muraközig eljutott és Beythe Istvántól sok magyar növény nevét szedte össze s ezeket híres munkájában fölhasználta. 
Magyar ismerősei s barátjai közül fölemlítendő még Batthyány Boldizsár, a németújvári gróf és humanista, kinek gyakran volt vendége és aki füvészeti kirándulásaiban is kalauzolta, majd a környék flórájának első ismertetője volt. 1587-ben elhagyta Ausztriát és Frankfurtba költözött. Onnan hazájába, Hollandiába utazott tovább, mert 1592-ben meghívta őt a leideni egyetem tanítani, és itt 1593-ban megalapította az azóta is működő botanikus kertet. A holland gazdaság két fontos nemzeti termékét, a tulipánt és burgonyát is ő ismertette meg a helyiekkel.

## Munkái
1. Rariorum stirpium per Hispaniam observatorum historia, 1576
2. Rariorum aliquot stirpium per Pannoniam, Austriam et vicinas quasdam provincias observatorum historia 1584 (Hazánkra nézve alapvető munka, 500-nál több ritka növényt ismertet. Ezen munkájához kötve kiadta Beythe István Stirpium Nomenclator Pannonicus-át is.)
3. Rariorum plantarum historia 1601 (Az előbbi két munkának bővített tartalmát foglalja magában és megemlékezik abban a hazánkban és Ausztriában talált ehető s mérges gombákról, melyekről ez az első monographia.)
4. Libri exoticorum decem Antverpiae, 1605

- A Nicotiana rustica Clusiusnál van először mint dohány méltatva
- Számos idegen füvészeti munkát is fordított latinra.